# Luís de Albuquerque de Melo Pereira e Cáceres

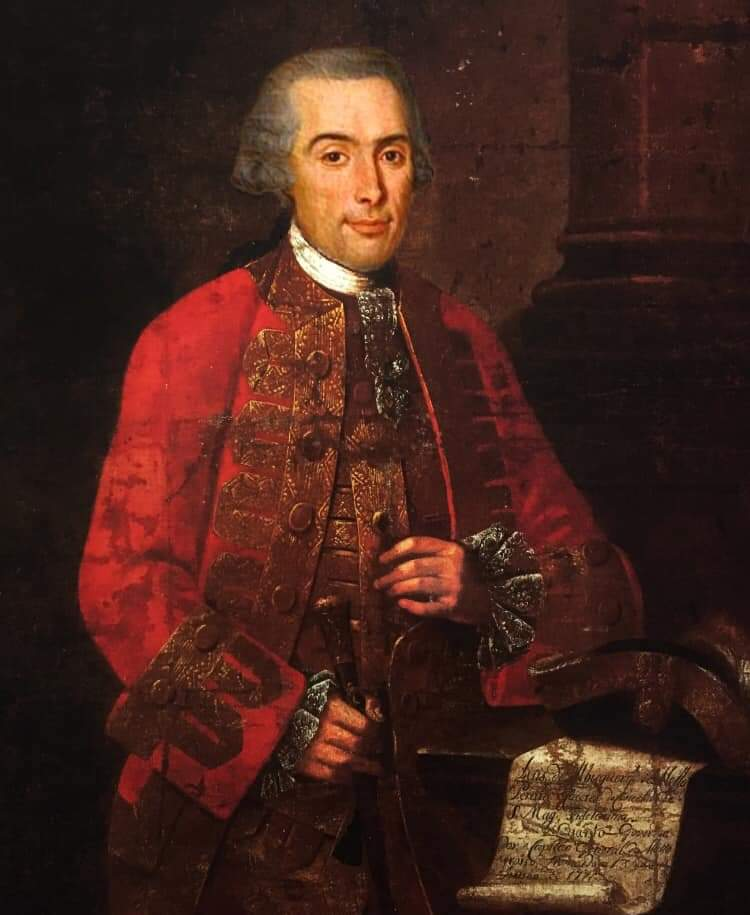

Luís de Albuquerque de Melo Pereira e Cáceres (Ladário, 21 de outubro de 1739 — 7 de julho de 1797) foi um militar e administrador colonial português.
Fidalgo cavaleiro da Casa Real, capitão de infantaria e ajudante-de-ordens do marechal-de-campo Francisco Maclean, combateu na Guerra Fantástica (1762) como alferes de cavalaria e seguiu a carreira militar até aos 31 anos, quando recebeu a nomeação para o posto no Brasil.
Foi o quarto governador e capitão-general da capitania de Mato Grosso (Brasil). Tendo tomado posse em 13 de dezembro de 1772, exerceu o cargo até 1788, sendo sucedido por seu irmão, João de Albuquerque de Melo Pereira e Cáceres.
Durante o seu governo foram erguidos o Forte de Coimbra e o Real Forte Príncipe da Beira, e fundadas Albuquerque (atual cidade de Corumbá), Ladário (em homenagem à sua terra natal em Viseu), Vila Maria (atual Cáceres), Casalvasco (atual Vila Bela da Santíssima Trindade), Salinas e Corixa Grande, consolidando o domínio português na região diante dos domínios da Coroa espanhola na América.
O dinamismo de sua atuação na fixação das fronteiras da coroa portuguesa no extremo ocidental do Brasil é expresso por uma referência que lhe foi feita pelo governador espanhol de Santa Cruz de la Sierra, à época: O mais ambicioso dos governadores portugueses.
Em 1792 é nomeado pela rainha D. Maria I conselheiro de capa e espada do Conselho Ultramarino, vindo a falecer cinco anos depois.
Em Portugal foi responsável por mandar construir a Casa da Ínsua em Penalva do Castelo, acumulando aí uma das mais valiosas bibliotecas sobre o Brasil do século XVIII, infelizmente esta seria consumida por um incêndio no final do século XX.